# Thecla madie
Thecla madie är en fjärilsart som beskrevs av Archibald C. Weeks 1906. Thecla madie ingår i släktet Thecla och familjen juvelvingar. Inga underarter finns listade i Catalogue of Life.